# Villasor
Villasor (sardisk: Bidd'e Sòrris) er en by og en kommune (comune) i provinsen Sud Sardegna i regionen Sardinien i Italien. Byen ligger i 25 meters højde og har 6.929 indbyggere (2016). Kommunen har et areal på 86,79 km² og grænser til kommunerne Decimomannu, Decimoputzu, Monastir, Nuraminis, San Sperate, Serramanna, Vallermosa og Villacidro